# Lavočkin LaGG-1
Lavočkin-Gorbunov-Gudkov LaGG-1 byl sovětský jednomototový stíhací letoun vyvinutý konstrukční kanceláří Lavočkin (OKB-301), kterou vedl Semjon Alexejevič Lavočkin. Typové označení letounu skrývá také jména dvou hlavních Lavočkinových spolupracovníků Vladimíra Petroviče Gorbunova a Michaila Ivanoviče Gudkova.

## Vývoj
Kostra letadla byla vyrobena z pryskyřicí napuštěných dřevěných dílů, které byly za tepla ohýbány do potřebného tvaru. Mělo jít o technologicky a materiálově nenáročné a proti poškození odolné stroje. První prototyp stroje označený I-22 poprvé vzlétl pilotován A. I. Nikašinem 30. března 1940. Letoun měl zabudovaný kapalinou chlazený řadový motor M-105P pohánějící třílistou vrtuli VIŠ-61P o průměru 3 m. V ose vrtule se nacházel kanón ŠVAK ráže 20 mm a dva kulomety ŠKAS ráže 7,62 mm nad motorem. Prototyp absolvoval po 14. červnu 1940 desetidenní zkoušku ve Vědecko-výzkumném institutu sovětského letectva pro letové zkoušky (NII VVS) s piloty P. M. Stěfanovským a S. M. Suprunem. Nicméně v průběhu testů bylo zjištěno mnoho chyb, letadlo nemělo potřebný výkon a špatně se ovládalo. 4. ledna 1941 došlo pro poruchu motoru při následném nouzovém přistání k jeho ztrátě.
Druhý prototyp zalétaný opět pilotem Nikašinem 14. června 1940 obdržel označení I-301. Měl zvětšenou zásobu paliva a kulomety ŠKAS nahradily dva UBS ráže 12,7 mm, pod křídlem bylo instalováno šest závěsníků pro rakety RS-82. Po přepracování byl nový letoun označen typem LaGG-3, I-22 a počátečních sto předsériových letadel na LaGG-1.

## Specifikace

### Technické údaje
- Posádka: 1 pilot
- Délka: 8,81 m
- Rozpětí: 9,80 m
- Výška: 4,40 m
- Plocha křídel: 17,5 m²
- Plošné zatížení: 170 kg/m²
- Prázdná hmotnost: 2480 kg
- Vzletová hmotnost : 2970 kg
- Maximální vzletová hmotnost : 3380 kg
- Pohonná jednotka: 1× vodou chlazený, vidlicový dvanáctiválec Klimov M-105P
- Výkon pohonné jednotky: 1100 k (809 kW)

### Výkony
- Maximální rychlost: 605 km/h
- Dolet: 556 km
- Dostup: 9600 m
- Stoupavost: 14,3 m/s
- Poměr výkon/hmotnost: 270 W/kg

### Výzbroj
- 2 x kulomety ŠKAS ráže 7,62 mm
- 1 x kanón ŠVAK ráže 20 mm